# Obertura 1812
La Obertura 1812, Op. 49 es una obertura romántica escrita por el compositor ruso Piotr Ilich Chaikovski en 1880. La pieza fue escrita para conmemorar la victoria de la resistencia rusa en 1812 frente al avance de la Grande Armée de Napoleón Bonaparte.

## Historia

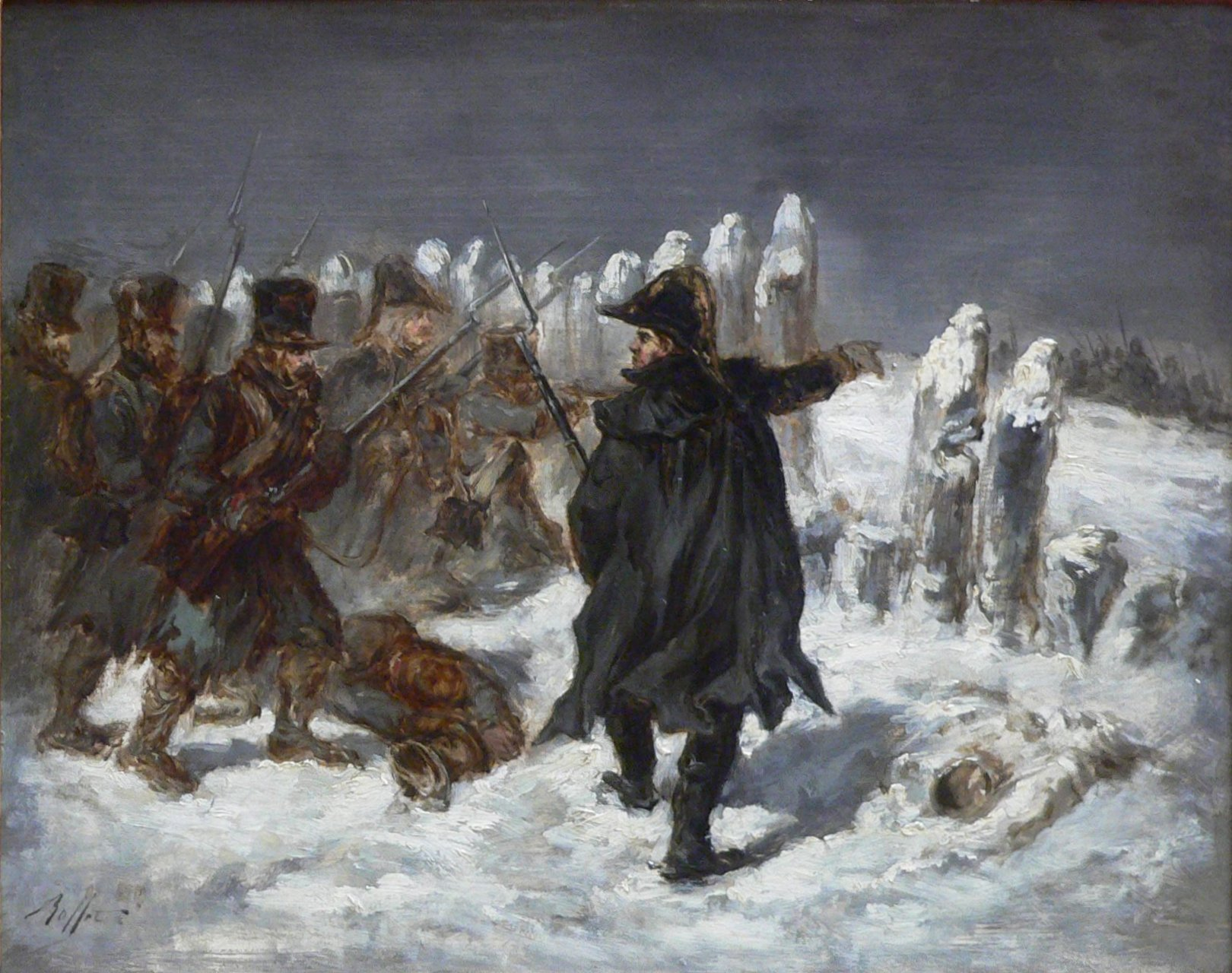
Chaikovski compuso esta obra para conmemorar la victoria de la resistencia rusa tras la invasión napoleónica.

### Contexto
El 7 de septiembre de 1812, en Borodinó (a 120 km al oeste de Moscú) las tropas de Napoleón se enfrentaron a las fuerzas del general Mijaíl Kutuzov en la única batalla formal presentada por los rusos contra el, hasta entonces, prácticamente invicto ejército francés. La batalla de Borodinó tuvo un saldo estimado de 100 000 bajas y resultó una victoria pírrica para Napoleón. Con sus recursos agotados, las fuerzas maltrechas de Napoleón avanzaron hasta Moscú, abandonada por los rusos, que a la llegada de los franceses capturaron sin encontrar resistencia por parte de los rusos. Esperando la capitulación del zar Alejandro I, los franceses se encontraron atrapados en una ciudad incendiada, lejos de sus líneas de abastecimiento. Al no poder asentar sus cuarteles de invierno, Napoleón se vio obligado a abandonar Rusia. Entre el 19 de octubre y hasta diciembre, el ejército francés se enfrentó a varios contratiempos abrumadores en su larga retirada: hambre, bajas temperaturas y el constante asedio de las fuerzas rusas. Abandonada por Napoleón en diciembre, la Grande Armée se encontró reducida a la décima parte de su número en el momento de alcanzar Polonia.
Se puede interpretar la Obertura 1812 como una representación literal de la campaña napoleónica en Rusia: en junio de 1812 el ejército francés compuesto por más de medio millón de soldados y casi 1200 piezas de artillería cruzó el río Niemen en Lituania. El Patriarca de la Iglesia Ortodoxa Rusa, consciente de que el ejército imperial ruso, inexperto y pobremente equipado, no podría hacer frente a la maquinaria de guerra más poderosa de su tiempo, convocó al pueblo a rezar por la liberación y la paz. El pueblo ruso respondió en masa, congregándose en las iglesias de toda Rusia para ofrecer sus oraciones para una intervención divina (representado por el himno religioso inicial). Las notas ominosas que suenan a continuación expresan la inminencia del conflicto y la preparación para la batalla, en un cruce entre la desesperación y un gran entusiasmo, seguido por los sones distantes de La marsellesa representando el avance francés. Los dos ejércitos se encuentran en Borodinó y el himno francés se impone tras una dura lucha. El zar apela al espíritu ruso con una súplica elocuente, llamando a su gente a seguir adelante y defender a la Madre Rusia. Este pedido apasionado y la respuesta popular quedan plasmados en la pieza tradicional rusa que sigue. La Marsellesa vuelve a elevarse, indicando el avance sobre Moscú por parte de las fuerzas francesas. Los rusos abandonan sus pueblos y ciudades en el camino a Moscú, dejando atrás tierra arrasada, y el crescendo de la música tradicional rusa va imponiéndose contra el himno francés, hasta que este choque llega a un punto elevado, indicando la caída de la última línea de defensa rusa, al tiempo que Moscú arde. En el momento de la toma de Moscú, cuando todo parece perdido, se escucha el himno religioso del inicio de nuevo representando la intervención divina, que trae un invierno extremo para el que los franceses no estaban preparados. Las tropas invasoras comienzan su retirada, pero sus cañones, atrapados en el terreno congelado, son capturados por los rusos que los disparan para expulsarlos. En el final apoteósico se disparan los cañones en señal de triunfo, con el apoyo de las campanas de iglesia.

### Encargo
En 1880, estaba por concluir la construcción de la catedral de Cristo el Salvador, encargada por el zar Alejandro II para conmemorar la victoria rusa. El vigesimoquinto aniversario de la coronación de Alejandro II sería en 1881 y en 1882 Moscú sería sede de la Exhibición de Arte e Industria. Nikolái Rubinstein, amigo y mentor de Chaikovski, le sugirió componer una gran obra conmemorativa para interpretarla en esas celebraciones. Chaikovski comenzó a trabajar en la composición el 12 de octubre de 1880 y concluyó seis semanas más tarde. 
Había planeado interpretar la obra en la plaza frente a la catedral, con una banda de metales acompañando a la orquesta, las campanas de la catedral y otras campanas en los alrededores tocando repiques y salvas de artillería disparadas con un panel eléctrico para asegurar la precisión requerida por la partitura, en la cual cada disparo debe sonar en el momento adecuado. Sin embargo, este plan era muy ambicioso y no se pudo llevar a cabo. Además, el asesinato de Alejandro II en marzo de 1881 quitó ímpetu al proyecto. En 1882, en la Exhibición de Arte e Industria, se estrenó la Obertura 1812 con una orquestación convencional en una carpa cerca de la catedral inacabada. La catedral fue inaugurada en 1883.
Mientras tanto, Chaikovski le expresaba su desencanto a su protectora y mecenas Nadezhda von Meck, diciendo que la Obertura 1812 sería «muy fuerte y ruidosa, pero carente de mérito artístico, porque la escribí sin calidez ni cariño», sumándose así a la legión de artistas que de tiempo en tiempo han menospreciado su propia obra. Irónicamente, es esta pieza una de las obras más reconocidas de Chaikovski, una de las más interpretadas y grabadas de su catálogo.

### Estreno
El estreno se celebró el 20 de agosto de 1882 en Moscú dirigida por Ipolit Altani bajo una carpa cerca de la entonces inacabada Catedral de Cristo Salvador. También fue dirigida en 1891 por el propio Chaikovski en la inauguración del Carnegie Hall de Nueva York, en lo que fue una de las primeras veces que un importante compositor europeo visitó Estados Unidos. El clímax final, en la partitura original, incluye una salva de disparos de cañón y repique de campanas. 
La logística de seguridad y precisión en el momento de las salvas de artillería exigen, para una ejecución rigurosa, tropas bien entrenadas para disparar un cañón moderno o el uso de dieciséis cañones de carga frontal, ya que las recargas necesarias para efectuar dieciséis disparos seguros y precisos serían imposibles de lograr con un único cañón del siglo XIX.
Muchos musicólogos consideran[¿quién?] que Chaikovski jamás escuchó la obra tal como la escribió. Se conoce que Chaikovski solicitó permiso para interpretar la obra en Berlín tal como se había planeado para el estreno pero fue rechazado. Otras interpretaciones que dirigió en Europa y América incluyeron cañonazos simulados o inexactos. Los directores Antal Doráti y Erich Kunzel fueron los primeros en interpretar la obertura en vivo utilizando disparos de cañón reales con exacta fidelidad a como fue escrita.

## Instrumentación

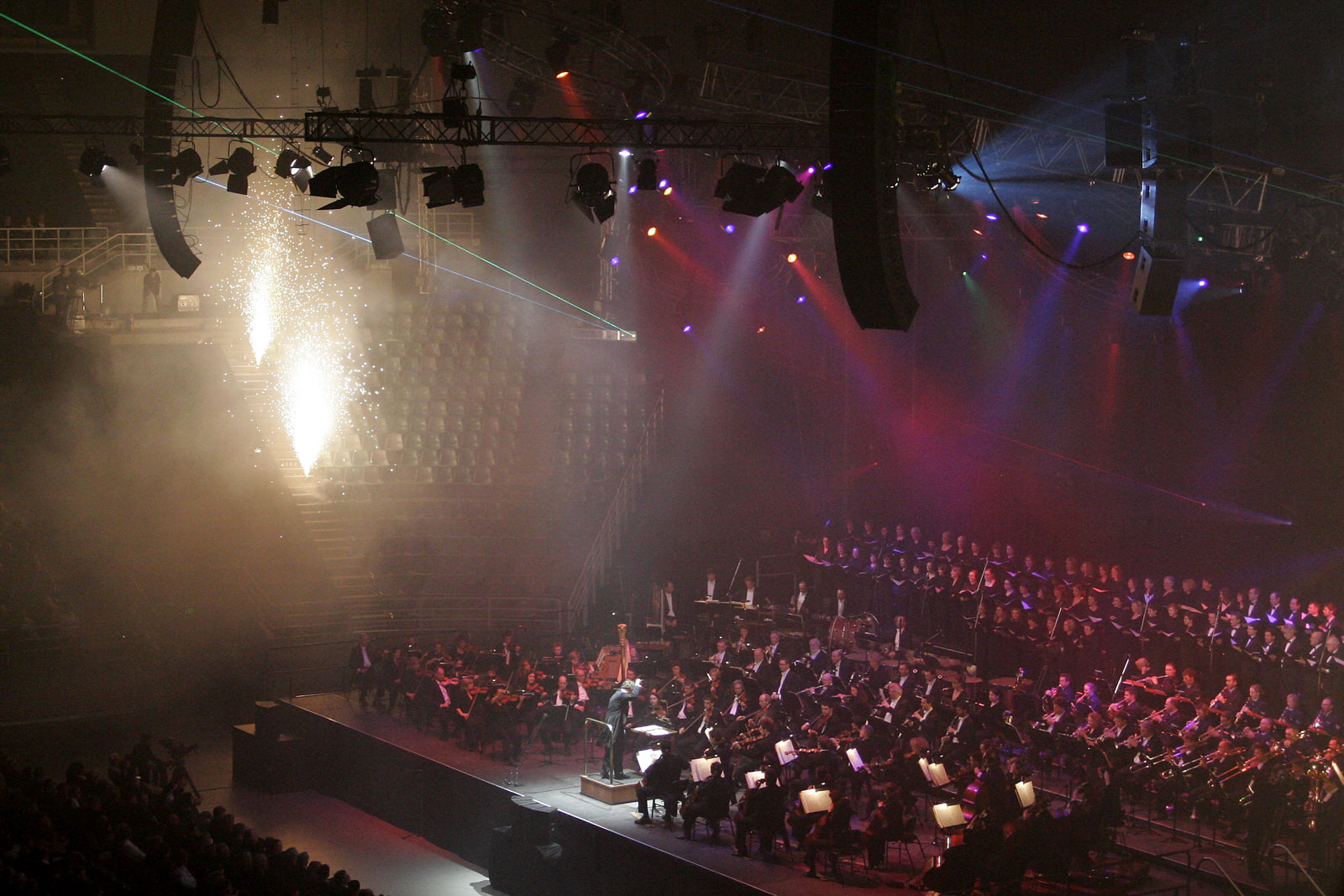
Interpretación en Melbourne en 2005.

La partitura está escrita para una orquesta formada por:
- Viento madera: 1 flautín, 2 flautas, 2 oboes, 1 corno inglés, 2 clarinetes en si bemol, 2 fagotes.
- Viento metal: 4 trompas en fa, 2 cornetas en si bemol, 2 trompetas en mi bemol, 3 trombones, 1 tuba.
- Percusión: timbales, bombo, caja, platillos, pandereta, triángulo, carillón (que puede ser sustituido por unas campanas tubulares).
- Cuerda: una sección de cuerdas con violines I y II, violas, violonchelos y contrabajos.
- Coro (en algunas versiones)
- Otros: un cañón (o varios, por motivos de sincronización). Frecuentemente son reemplazados por grabaciones de disparos, percusión adicional u otros instrumentos que simulen el sonido de los disparos.

## Estructura y análisis
Los tempos del único movimiento de esta obra son Lento - Andante - Allegro giusto - Largo y Allegro vivace. En la partitura hay escritos dieciséis disparos de cañón. La obra comienza con la melodía de la tercera antífona (Las Bienaventuranzas) de Divina Liturgia de la iglesia ortodoxa rusa, ejecutada por ocho violonchelos y cuatro violas, que recuerdan cómo se notificó al pueblo en los servicios religiosos de toda Rusia la declaración de guerra contra Francia. En ocasiones, esta parte de la obertura la canta a capela un coro, aunque no es original del compositor. Continúa con una mezcla de melodías tradicionales (incluida la danza A la puerta, a mi puerta) y militares, que representan la angustia creciente del pueblo ruso al saberse invadidos por el ejército francés. La pieza continúa con una marcha presentada por los metales, donde se oye cargar a los ejércitos para enfrentarse en la batalla de Borodinó. Un fragmento repetitivo y triunfal del himno nacional francés, La marsellesa, sirve para representar al ejército invasor y la victoria de Napoleón sobre los rusos. A continuación, un diminuendo en la música representa la retirada rusa, que evita la confrontación directa con las tropas francesas al tiempo que dejan tierra arrasada. Vuelve a sonar la marcha de los metales y el fragmento de La Marsellesa, para indicar la entrada de los franceses en una Moscú incendiada. El fragmento de La Marsellesa sigue sonando, ahora en diminuendo, lo que indica la retirada de las tropas francesas, al tiempo que un crescendo indica el asedio ruso. Cinco disparos de cañón acompañan el avance de los rusos expresado en los instrumentos de cuerda y los metales, que preparan el campo para el cierre triunfal con el contrapunto entre el leitmotiv que representa al ejército ruso y el himno imperial ruso Dios salve al zar, apoyado por once disparos de cañón y un repique de campanas. Este final muestra un anacronismo, ya que Dios salve al zar no era el himno ruso en 1812, sino que lo era en la época en la que Chaikovski compuso la obra.

## Letra (en algunas versiones)
En la introducción se utiliza la oración Tropar Krestu (Troparion a la Cruz). Hay cuatro versiones de esta oración utilizadas en la introducción.
Primera versión
| En ruso | Transliterado |
| --- | --- |
| Спаси, Господи, люди Твоя, И благослови достояние Твое. победы борющимся за веру правую и за святую Русь, На сопротивныя даруя. И Твое сохраняя, Крестом Твоим жительство. | Spasi, Gospodi, ludi Tvoya, Y blagoslovi dostoyanie Tvoe. Pobedy boruschimsia za veru pravuyu y za sviatuyu Rus', Na soprotivniya daruya. Y Tvoe sojraniaya, Krestom Tvoim zhitelstvo. |

Segunda versión
| En ruso | Transliterado |
| --- | --- |
| Спаси, Господи, люди Твоя, И благослови достояние Твое. Победы Христолюбивому воинству и Богохранимей державе, На сопротивныя даруя. И Твое сохраняя, Крестом Твоим жительство. | Spasi, Gospodi, ludi Tvoya, Y blagoslovi dostoyanie Tvoe. Pobedy Jristolubivomu voinstvu y Bogojranimey derzhave, Na soprotivniya daruya. Y Tvoe sojraniaya, Krestom Tvoim zhitelstvo. |

Tercera versión
| En ruso | Transliterado |
| --- | --- |
| Спаси, Господи, люди Твоя, И благослови достояние Твое. Победы благоверному Императору нашему Николаю. На сопротивныя даруя. И Твое сохраняя, Крестом Твоим жительство. | Spasi, Gospodi, ludi Tvoya, Y blagoslovi dostoyanie Tvoe. Pobedy blagovernomu Imperatoru nashemu Nikolayu. Na soprotivniya daruya. Y Tvoe sojraniaya, Krestom Tvoim zhitelstvo. |

Cuarta versión
| En ruso | Transliterado |
| --- | --- |
| Спаси, Господи, люди Твоя, И благослови достояние Твое. Спаси, Господи, люди Твоя, и благослови достояние Твое, На сопротивныя даруя. И Твое сохраняя, Крестом Твоим жительство. | Spasi, Gospodi, ludi Tvoya, Y blagoslovi dostoyanie Tvoe. Spasi, Gospodi, ludi Tvoya, y blagoslovi dostoyanie Tvoe, Na soprotivniya daruya. Y Tvoe sojraniaya, Krestom Tvoim zhitelstvo. |

## Grabaciones
Una grabación de 1927 en Cleveland, Estados Unidos, contiene docenas de “disparos” simulados con percusión, sonando al azar hacia el final de la obra.
Una grabación de la Orquesta de la Ópera Real de Londres, de fines de la década de 1920, no incluye ningún disparo.
En 1940 la versión de la Orquesta Real del Concertgebouw dirigida por Willem Mengelberg incluye disparos con cañones reales.
Antal Doráti fue el primer director que pudo plasmar una interpretación en vivo con una fidelidad exacta de los disparos tal cual están escritos en la partitura. Dirigiendo a la Orquesta Sinfónica de Mineápolis la versión en mono de 1954 emplea el Yale Memorial Carillon y fue parcialmente grabada en la Academia Militar de West Point, que cedió un cañón francés de carga frontal cuyo único disparo fue doblado dieciséis veces en la mezcla final de audio. La versión en estéreo fue grabada el 5 de abril de 1958, empleando la grabación del disparo de cañón, las campanas del Laura Spelman Rockefeller Memorial Carillon y la banda de metales de la Universidad de Minnesota acompañando a la Orquesta Sinfónica de Mineápolis.
En 1960 Herbert von Karajan dirigió a la Filarmónica de Berlín, en una versión con percusión en lugar de artillería.
En 1970 Eugene Ormandy dirigiendo a la Orquesta de Filadelfia, acompañados por la banda militar de la Academia y Colegio Militar Valley Forge y la Coro del Tabernáculo Mormón, incluye cañones, y campanas en el final.
La versión de 1985, con Leonard Bernstein en la dirección de la Filarmónica de Nueva York, emplea percusión en el final.
En 1988 Vladimir Ashkenazy dirigió la Orquesta Filarmónica de San Petersburgo para Decca con los cañones y campanas de la fortaleza de Pedro y Pablo de San Petersburgo (a la sazón, Leningrado), con el Coro de Cámara de San Petersburgo dirigido por Alexander Kazimirov y la orquesta Militar de Leningrado dirigida por Nikolai Ushapovsky.
En 1990 en la celebración mundial del 150 aniversario del nacimiento de Chaikovski, la obra fue grabada por la Filarmónica de San Petersburgo, usando dieciséis cañones de carga frontal disparados en vivo tal como lo indica la partitura original de 1880. La grabación fue hecha ante la tumba del compositor.
En 1990 celebración del 150 aniversario del nacimiento de Chaikovski, dirigida por Yuri Temirkanov en conjunto con la Filarmónica de Leningrado y la orquesta militar de Leningrado, se ejecutó con cañones reales ubicados fuera de la sala de concierto.
En 1990 Neeme Järvi dirigió a la Sinfónica de Gotemburgo. El final incluye disparos de un cañón servido por una división de artilleros del ejército sueco.

## Recepción de la obra
La obertura se ha convertido en un acompañamiento común en las exhibiciones de fuegos artificiales en el Día de la Independencia de los Estados Unidos. La Obertura 1812 es en una de las obras más populares de Chaikovski, junto con otras obras como El cascanueces, La bella durmiente y El lago de los cisnes.

## En la cultura popular
Esta obra ha servido de inspiración a artistas musicales de diversos géneros para crear sus propias versiones. Tanto las adaptaciones como las interpretaciones de la pieza original han sido incluidas en bandas sonoras de películas, programas de televisión, videojuegos, anuncios publicitarios, campañas políticas, etc.
- 1965 – Help!, película de Richard Lester protagonizada por The Beatles en la que se puede escuchar el gran final.
- 1970 – The Music Lovers, film dirigido por Ken Russell sobre la vida de Chaikovski.
- 1971 – Bananas, film de Woody Allen en el que suena esta obra en una escena.
- 1983 – Gorky Park, película de Michael Apted en cuya banda sonora figura esta pieza.
- 1986 – esta obra abrió los recitales de presentación de Oktubre, segundo disco de la banda argentina de rock Patricio Rey y sus Redonditos de Ricota.
- 1989 – Dead Poets Society, largometraje de Peter Weir en el cual el profesor interpretado por Robin Williams continuamente silba parte de la melodía.
- 1990 – Los Simpson, serie televisiva en cuyo capítulo 2x08 "Bart el temerario" la Obertura 1812 es interpretada por la banda de la escuela primaria de Springfield, en una versión que incluye un disparo coordinado de tres cañones y campanas.
- 1994 – Blown Away, película de Stephen Hopkins en la que la obertura es ejecutada en su parte final.
- 1998 – Los Simpson, serie en cuyo episodio 9x17 "Lisa, la Simpson", en la escena en que Homer, Bart y Lisa miran un programa televisivo llamado Cuando los edificios se desploman (When Buildings Collapse), en cuya presentación el final de la Obertura acompaña las imágenes de casas que se derrumban con estrépito.
- 1999 – El Frente Nacional Francés usó esta pieza en un spot televisivo de la campaña para las elecciones del Parlamento Europeo.
- 2002 – Los Simuladores, serie argentina en cuyo capítulo 1x05 "El joven simulador" la melodía principal se emplea a modo de leitmotiv. También se utilizó regular y aleatoriamente, junto con los intervalos anteriores y posteriores al desarrollo normal de la serie.
- 2003 – Break the Safe, juego de mesa cooperativo en el que suena la obertura cuando los jugadores ganan.
- 2006 – V for Vendetta, película en la que se escucha un fragmento al principio, cuando V hace explotar la Corte Criminal Central (Old Bailey) y reaparece al final dándole fondo a la destrucción del Parlamento británico.
- 2009 – Spot televisivo mexicano para promover la adquisición de marcas originales. El comercial contiene imágenes de El Coyote y el Correcaminos que muestran cómo los artefactos del coyote estallan al sonar los cañones de la obra, ejemplificando lo defectuoso de los productos pirata.
- 2014 – Mozart in the Jungle, serie en cuyo episodio 1x06 "The Rehearsal" la orquesta sinfónica interpreta una parte de la obertura y suena en los títulos de crédito finales.
- 2016 – La La Land, película en la que suena brevemente al inicio en la escena del tráfico la parte de los cañones.
- La melodía característica de la carga del ejército ruso en la obra es utilizada para celebrar las victorias del equipo de fútbol FC Dinamo Moscú.
- 2024 – En el juego de Roblox, Guts and Blackpowder(inspirado en las guerras napoleónicas, incluyendo un escenario de Apocalipsis zombi),  es cuando suena la obertura en el mapa "Catacumbas de París", en el momento en que los jugadores están resistiendo hordas de infectados en una calle cerca a la Catedral de Notre Dame, con órdenes de defender el puente hasta la evacuación de los últimos parisinos de la ciudad, que sucumbió ante la "plaga". En el juego se pueden disparar cañones para la defensa, simulado la gran característica que tiene esta pieza, aparte de que las campanas de la iglesia suenan junto al momento de la música, haciendo referencia a la inclusión de estas armas pesadas y campanas en el contenido original.